# Autocoscienza femminista
L'autocoscienza femminista è una pratica politica nata all'interno dei primi collettivi femministi italiani tra la fine degli anni sessanta e l'inizio dei settanta, nel quadro generale dei movimenti antiautoritari.

## Storia
Negli Stati Uniti già si erano diffuse varie pratiche politiche che influenzarono il Movimento Femminista: c'era l'esperienza dei "consciousness raising groups" ed i gruppi di Self help femministi (separatisti) in cui si cercava di condividere competenze, vissuti ed informazioni relativi al corpo ed alla sessualità, anche attraverso le cosiddette "auto-visite", con l'idea di riappropriarsi di un sapere personale che veniva considerata perso a causa di una "medicalizzazione" dei corpi e di alcuni eventi naturali (ad es. il parto o il ciclo mestruale). C'era il movimento di rivendicazione dei diritti dei neri (di cui l'organizzazione più famosa è stata il Black Panther Party) che evidenziò la valorizzazione delle differenze e la pratica separatista. Si lottava adottando l'azione diretta.
Tutto questo contribuì alla nascita dell'autocoscienza all'interno di alcuni collettivi femministi separatisti. Si iniziò a mettere al centro del discorso politico la scoperta di sé in quanto donne, con specifici bisogni e desideri. Si misero in discussione i ruoli sociali e sessuali imposti, in primo luogo la famiglia e la funzionalità al piacere sessuale maschile. Si "prese parola" sul proprio corpo, cosa del tutto inedita vista l'educazione al silenzio su questo argomento. Si scoprì la possibilità di un "discorso" del corpo fuori dal linguaggio e dallo sguardo maschile/scientifico. Si cercò di indagare personalmente e collettivamente sulle influenze patriarcali nella costruzione dell'immaginario, mettendo in campo un'autenticità nelle relazioni e nei discorsi all'interno dei collettivi, autenticità che si sentiva soffocata in contesti "misti".
Lo strumento dell'autocoscienza, che viene ancora praticato, ha permesso una "de-strutturazione" personale anche grazie al sostegno del collettivo, ha permesso alle donne di costruire relazioni di fiducia e solidarietà tra di loro quando i modelli femminili prevedevano rivalità o assistenzialismo, ha dato modo di "riconoscersi" l'una con l'altra, di individuare insieme le diverse forme di oppressione e subordinazione patriarcali e sessiste e quindi le forme personali e collettive per combatterle. Ha permesso di esperire sé stesse in ruoli mai sperimentati in primo luogo all'interno dei gruppi politici e conseguentemente all'esterno. Il "privato" si scopriva "politico".

## Caratteristiche
In sintesi si può dire che l'autocoscienza è la pratica politica femminista del mettere in discussione sé stesse ed il contesto in cui si vive (politico, culturale, sociale, ecc.) attraverso la relazione autentica e dialogica con altre donne. È "un processo collettivo ed individuale, che parte da ognuna(…), si esplica nel collettivo con il sostegno di tutte e torna all'"individua"..
Questa pratica, in alcuni casi, si sviluppò in modalità diverse, ad esempio nel gruppo francese Psicoanalise et politique o in alcuni gruppi detti "dell'inconscio" , presenti soprattutto a Milano si inserì la figura professionale di una psicoanalista.
Il termine autocoscienza fu introdotto da Carla Lonzi  all'interno dell'esperienza del gruppo di "Rivolta Femminile" di Milano (gruppi autogestiti a Roma, Milano, Torino, Genova, Firenze e Lugano tra il 1970 ed il 1982).
Successivamente la pratica dell'autocoscienza si è estesa, seppure in rari casi e con una portata diversa, anche in gruppi di soli uomini o misti..
Nel suo Manifesto cyborg, Donna Haraway scrive:
(Donna J. Haraway, Manifesto cyborg)